# Pseudomugil reticulatus
Pseudomugil reticulatus is een straalvinnige vissensoort uit de familie van de blauwogen (Pseudomugilidae). De wetenschappelijke naam van de soort is voor het eerst geldig gepubliceerd in 1986 door Allen & Ivantsoff.